# Сайвань

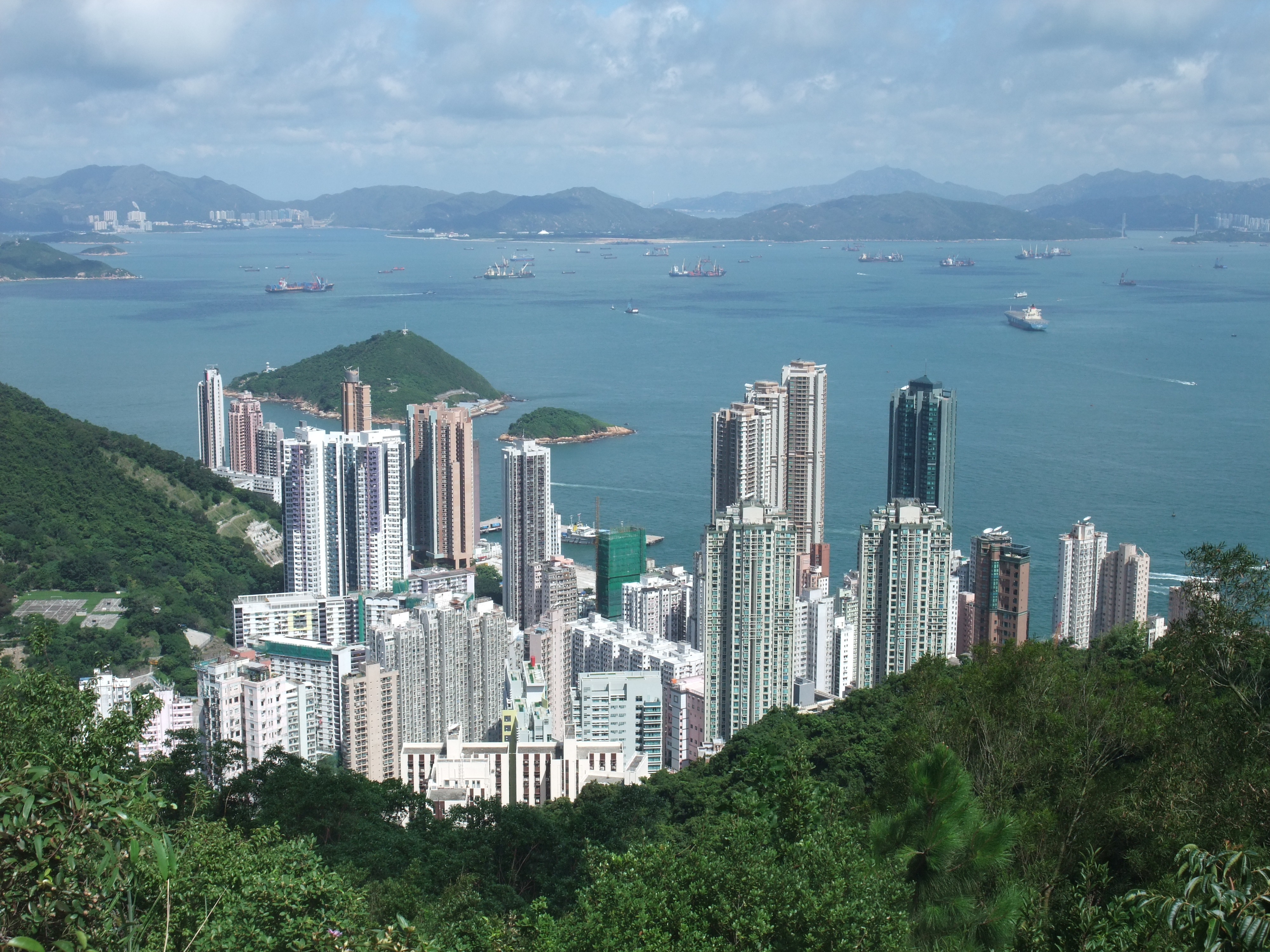
Кеннеди-Таун

Сайвань? (иер. 西環, ютпх. Sai1waan4, кит.-рус. Сихуань, буквально: «Западный округ», англ. Sai Wan, также Western) — гонконгский район, входящий в состав округа Сентрал-энд-Уэстерн. Расположен на северо-западе острова Гонконг. Фактически состоит из трёх частей — Сайинпхунь, Сэктхончёй и Кеннеди-Таун.

## История

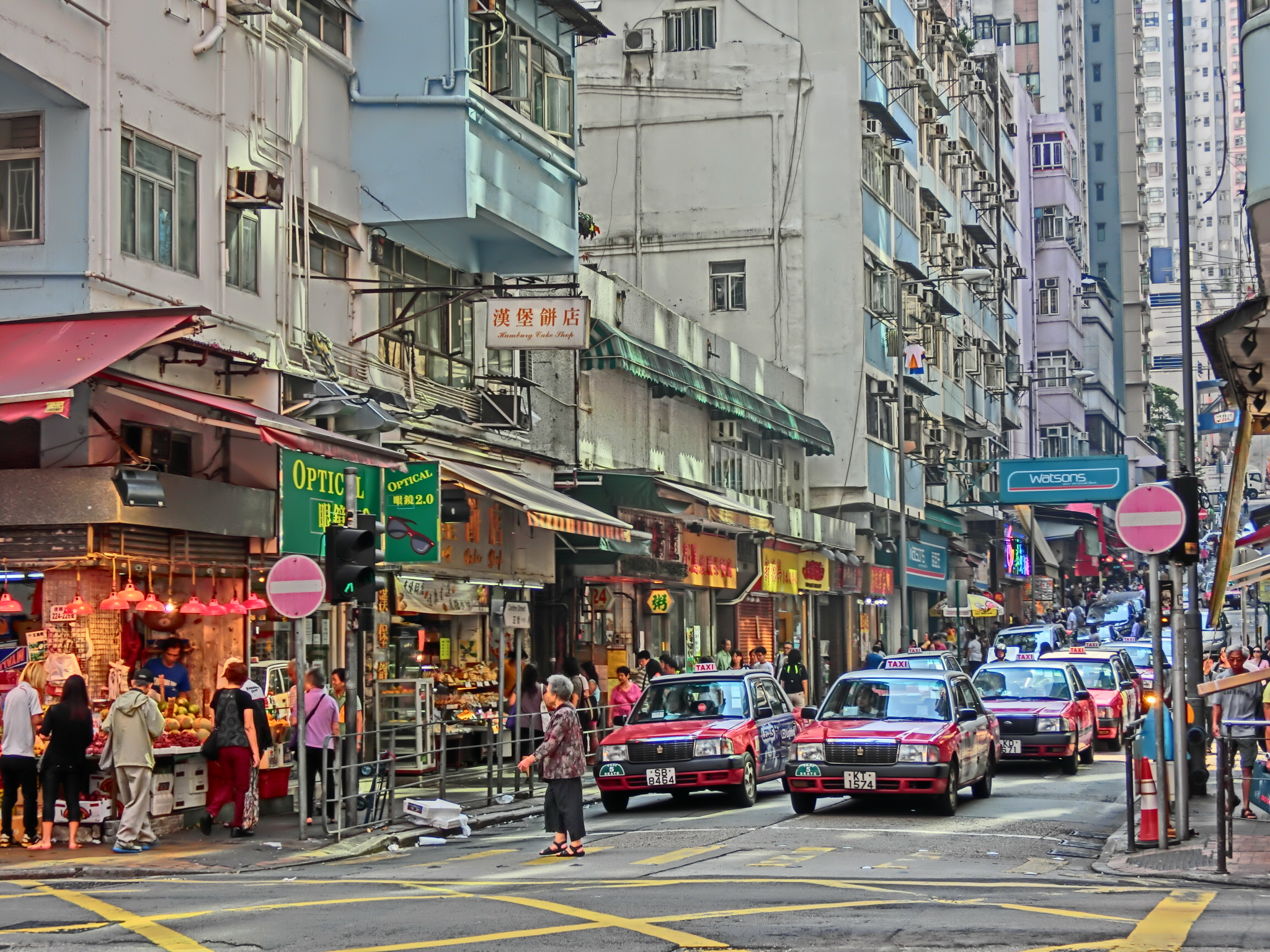
Сентр-стрит

Одной из первых улиц района стала Куинс-роуд (ныне — Куинс-роуд-вест), которая в 1841—1843 годах связала западную часть Виктория-Сити с Ваньчаем. Колониальные власти Гонконга разделили Виктория-Сити на четыре округа (иер. 環, кант.-рус. вань, кит.-рус. хуань). Уэст-Пойнт отошёл к Сайваню или Западному району, здесь появились свои полицейский участок и региональный суд. Таким образом названия «Сайвань», «Вестерн дистрикт», «Вестерн» и «Уэст-Пойнт» использовались параллельно и обозначали одну и ту же местность. Сайинпхунь, в переводе означающий «Западный военный лагерь», расположен на месте первого британского форта в Гонконге. В 1854 году британский флот передал свою базу в Уэст-Пойнте колониальным властям, получив взамен территорию нынешнего района Адмиралтейство.
Сайинпхунь стал китайским районом, западным продолжением китайских кварталов вокруг Тайпинсань-стрит в Сёнване. Европейцы селились выше Хай-стрит, где китайцам покупать дома было запрещено. В 1865 году Церковным миссионерским обществом в Уэст-Пойнте была основана англиканская церковь Святого Стефана. В начале 1880-х годов в Сайинпхунь была обустроена канализация с главным коллектором вниз по Сентр-стрит, окрестные улицы приведены в порядок и вымощены. В 1884—1887 годах колониальные власти закрыли много нелегальных борделей, расположенных вокруг Первой, Второй, Третьей улицы и Сентр-стрит. В 1891 году в Сайинпхунь была построена гражданская больница, позже преобразованная в психиатрическую (ныне — общественный комплекс района Сайинпхунь).
В 1894 году в Сайинпхунь вспыхнула эпидемия бубонной чумы, эпицентром которой были перенаселённые китайские кварталы соседнего Сёнваня. В этом же году возле морских причалов Кеннеди-Тауна открылась большая скотобойня, принимавшая прибывающих на кораблях животных. На рубеже XIX—XX веков население района Сайинпхунь составляло около 25 тыс. человек. В 1903 году все бордели с Позешн-стрит (Сёнвань) были перенесены в район Сэктхончёй, что привело к расцвету коммерции в этой местности. Сэктхончёй в переводе с кантонского означает «старый карьер на мысе», и действительно хакка добывали здесь камень ещё с XVII века (на месте современной улицы Хилл-роуд и комплекса Белчерс). Вслед за борделями в квартале «красных фонарей» Сэктхончёй стали открываться театры кантонской оперы, клубы и китайские рестораны. Район стал известен как «хорошие времена к западу от карьера» (塘西風月) и породил в Гонконге целую субкультуру. В 1922 году на Вестерн-стрит был построен родильный дом Чаньюк (ныне — Общественный центр Западного района). «Золотой век» района Сэктхончёй продлился до 1935 года, когда власти Гонконга запретили проституцию. В 1936 году в Сайинпхунь был разбит Мемориальный парк короля Георга V.
В годы японской оккупации Гонконга новые власти переместили все китайские бордели в Сэктхончёй и нарекли район Курумаэ (蔵前). За короткое время здесь уже работало около 500 публичных домов, но их основными клиентами были японские солдаты и офицеры. После поражения Японии запрет на проституцию был возобновлён и Сэктхончёй превратился в обычный жилой район. В конце XX века началось широкое освоение района Кеннеди-Таун (ранее здесь была заселена лишь узкая прибрежная полоса).

## География

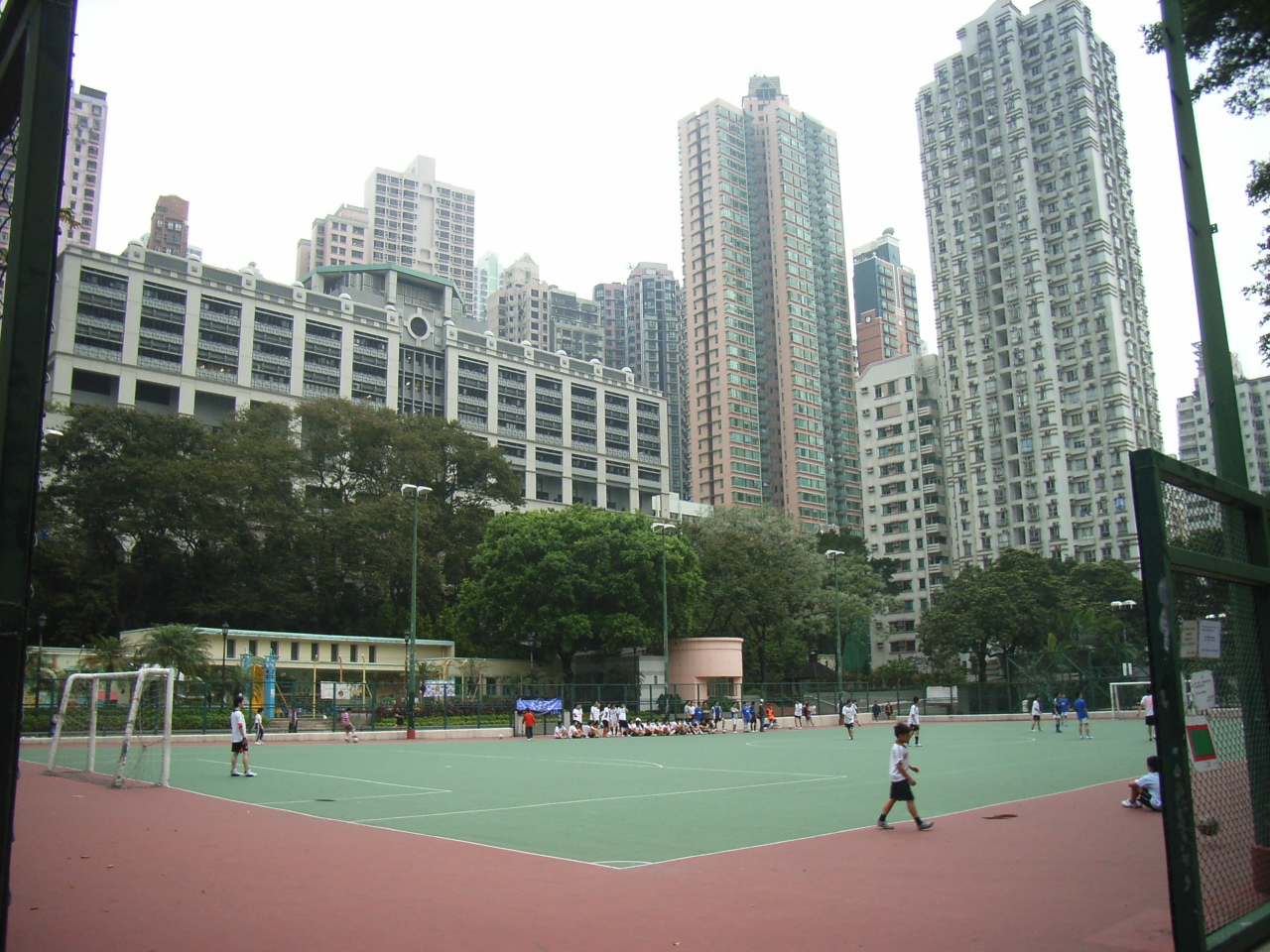
Мемориальный парк короля Георга V

С севера и северо-запада Сайвань ограничен водами Виктория-Харбор и Белчер-Бэй, с востока — районом Сёнвань, с юга — районом Мид-левелс и Южным округом. У юго-западной оконечности района расположен остров Грин-Айленд. Прибрежные кварталы находятся на территории, отвоёванной у моря.
В районе расположены мемориальный парк Сунь Ятсена, мемориальный парк короля Георга V, парк Белчер-Бэй, скверы Катчик-стрит-гарден, Кадоган-стрит-гарден и Каваймань-роуд-гарден. Вдоль побережья оборудована пешеходная набережная (променад), заменившая старые причалы и склады.

## Религия
В Кеннеди-Таун находится храм Лоупань, основанный в 1884 году и посвящённый Лу Баню — покровителю ремесленников и строителей. Ежегодно здесь проводится большой храмовый праздник. Кроме того, в районе расположены католическая церковь Святого Антония, церковь Кауянь, церковь Святого Стефана, церковь Девы Марии Розарии, а также множество небольших уличных буддийских и даосских святилищ.

## Экономика
Важнейшими секторами экономики района являются розничная торговля, общественное питание, сфера коммунальных и финансовых услуг, строительство, авторемонт и пищевая промышленность (небольшие пекарни, фабрики по производству алкогольных напитков, соусов и приправ), а также переработка отходов (завод в Кеннеди-Таун). Торговля сосредоточена вокруг улиц Сентр-стрит и Де-Во-роуд-вест. В районе расположены Западный оптовый продуктовый рынок, рынки Сэктхончёй, Смитфилд, Сайинпхунь и Сентр-стрит-маркет, торговый центр The Westwood, а также отели Courtyard by Marriott, Ramada, Best Western, Island Pacific, Dorsett Regency, Traders, Novotel Century Harbourview и Queen’s Hotel, несколько крупных офисных центров и высотных жилых комплексов (Белчерс, Мертон и Манхэттен-хайтс).

## Транспорт

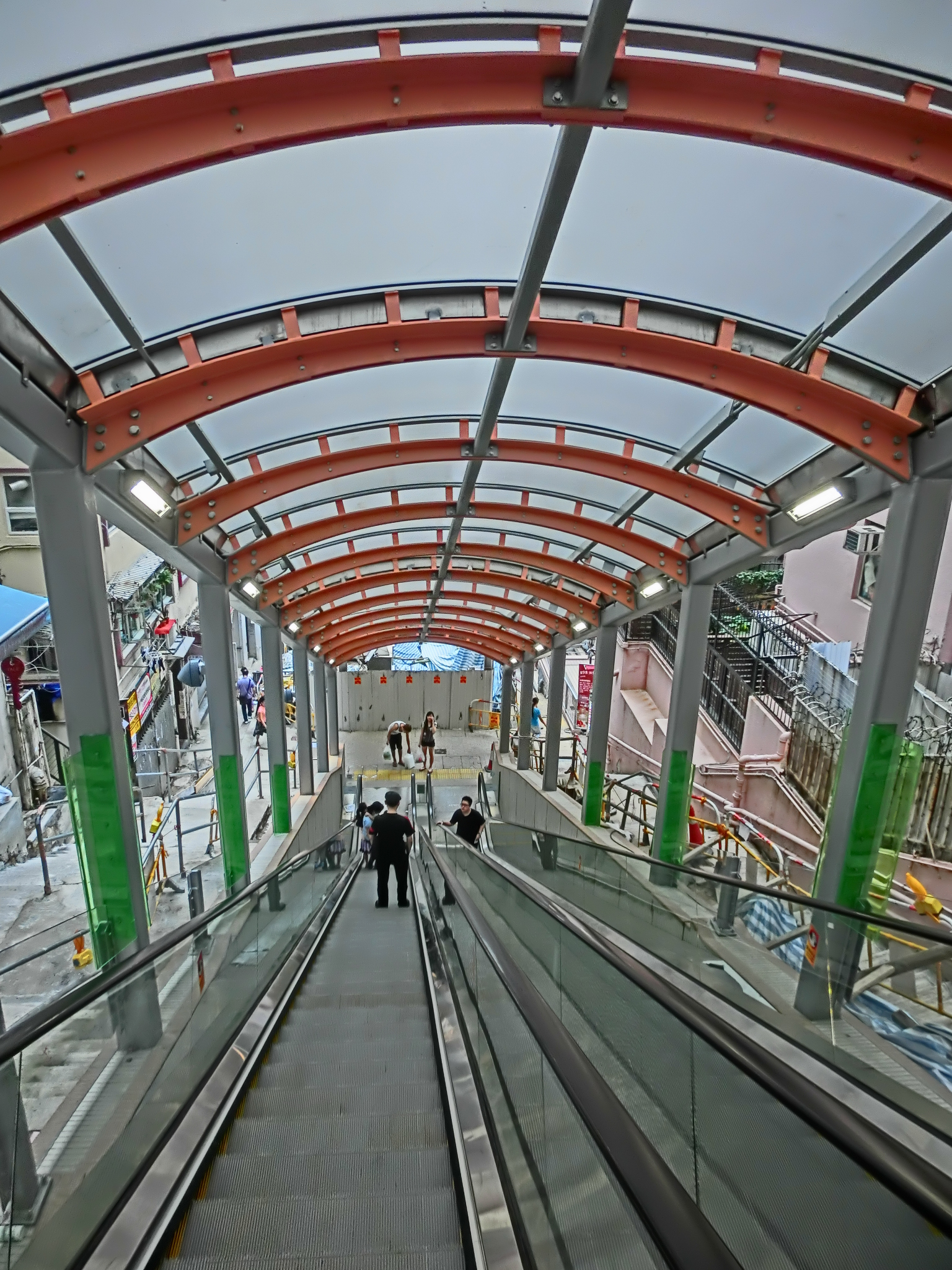
Эскалатор на Сентр-стрит

Главными транспортными артериями Сайваня являются улицы Коннот-роуд-вест, Де-Во-роуд-вест, Покфулам-роуд и Виктория-роуд, связывающие центральный деловой район с западной частью Южного округа. Через район пролегают трамвайные линии, а также широкая сеть автобусных маршрутов (в том числе и микроавтобусов). В Кеннеди-Таун находится автобусный терминал Покфилд-роуд и несколько других автобусных станций. Имеется несколько стоянок такси. В Сайинпхунь работает система эскалаторов, поднимающих людей на улицы, расположенные на возвышенности.
С 2009 года ведутся работы по строительству туннелей и трёх станций метро — Сайинпхунь, Университет и Кеннеди-Таун, которые станут продолжением линии Айленд (так называемая линия Вест-Айленд). С открытием линии Вест-Айленд в районе ожидается оживление жилищного строительства и дальнейший рост населения.
В Сайинпхунь находится южное окончание подводного автомобильного туннеля Вестерн-харбор-кроссинг, который соединяет остров Гонконг с Коулуном. Вдоль побережья расположено несколько причалов для небольших судов.

## Административные функции
В районе базируются Западный полицейский участок, Западный окружной суд и Бюро по связям центрального народного правительства в Гонконге (186-метровый комплекс The Westpoint).

## Здравоохранение
В районе расположены поликлиники Сайинпхунь Жокей-клаб и Кеннеди-Таун Жокей-клаб, стоматологическая больница принца Филиппа, Западная стоматологическая больница, метадоновая клиника Истерн-стрит.

## Культура и образование
В Сайване находятся Королевский колледж (1926), колледж Святого Павла (1851), англиканский колледж церкви Святого Стефана, колледж Локсинтхон-лёнкхаукёй-сююнь, католическая школа Сент-Луи (1927), школы Святого Антония, Святого Чарльза, Чхиусён, Лэйсин и Кауянь, кампус Гонконгской академии, институт послешкольного образования и образования взрослых Каритас, публичные библиотеки Сэктхончёй и Смитфилд.

## Спорт
В мемориальном парке Сунь Ятсена расположены большой спортивный центр и плавательный бассейн, а также футбольные поля и баскетбольные площадки под открытым небом, в мемориальном парке короля Георга V — футбольное поле, баскетбольная площадка и детская игровая зона. Также в районе расположены плавательный бассейн Кеннеди-Таун, спортивные центры Сэктхончёй и Смитфилд.